# Delphinium obcordatilimbum
Delphinium obcordatilimbum är en ranunkelväxtart som beskrevs av Wen Tsai Wang. Delphinium obcordatilimbum ingår i släktet storriddarsporrar, och familjen ranunkelväxter. Inga underarter finns listade i Catalogue of Life.